# Mohamed Bouslimani
Mohamed Bouslimani (en arabe : محمد بوسليماني), est un homme politique algérien, né le 25 novembre 1956 à Alger (Algérie). Il est ministre de la Communication de novembre 2021 à juin 2023.

## Biographie

### Jeunesse et formation
Mohamed Bouslimani a obtenu une Licence en sciences politiques et sciences de l’information.

### Parcours professionnel
Mohamed Bouslimani a eu une longue carrière au sein du ministère de la Communication en Algérie. Il occupe plusieurs postes importants avant d'être nommé ministre. Il commence sa carrière en tant qu'administrateur au ministère de l'information en 1985, avant de devenir chef de bureau en 1989. 
Il est chef de bureau de la presse nationale au Conseil Supérieur de l'Information de 1991 à 1994, puis chef de bureau de la revue de la presse au ministère de la Communication de 1994 à 1995. Il est membre de la commission interministérielle chargée de l’action médiatique vers l’étranger en 1995.
En 1995, il est nommé sous-directeur de la presse écrite étrangère au ministère de la Communication, avant d'être promu sous-directeur de l'action vers l’étranger en 1996. Il est directeur de la coopération et des échanges au ministère de la communication et de la culture de 1998 à 2004, puis directeur de la coopération et des échanges au ministère de la Communication de 2004 à 2011. Enfin, il est nommé Secrétaire général de ce même ministère de 2011 à 2013.

### Parcours politique
Il est ministre de la Communication de  novembre 2021 à juin 2023, le président de la République mettant fin à ses fonctions le 20 juin, 
Il est également connu pour être membre de la commission permanente des experts de l’information arabe de la Ligue Arabe en 2022.

## Vie personnelle
Mohamed Bouslimani est marié et père de 5 enfants.